# Sucralose
Sucralose é uma substância sintética utilizada em substituição aos demais adoçantes artificiais com capacidade adoçante aproximadamente 600 vezes maior que a sacarose e é uma molécula derivada desta. Sua produção é feita com derivado de Cana-de-açúcar, através de um processo de várias etapas no qual 3 átomos de cloro substituem 3 grupos hidroxilas numa molécula de sacarose. 

## História
A sucralose foi descoberta acidentalmente em 1976, por Shashikant Phadnis, estudante do King's College, de Londres. Phadnis participou de uma equipe com pesquisadores do Queen Elizabeth College, da Universidade de Londres, que procuravam sintetizar açúcares halogenados. Durante parte da pesquisa, ele executou parte de um processo químico de forma equivocada, clorando o açúcar. Em 1989, Leslie Hough e Khan, por sua vez, avaliando os diferentes efeitos de edulcorantes, verificaram que açúcares halogenados possuíam maior poder adoçante.
A sucralose foi aprovada pela FDA (Food and Drug Administration) em 1998. No Brasil, seu uso é regulamentado pela ANVISA (Agência Nacional de Vigilância Sanitária), através da Resolução de Diretoria Colegiada número 18, de 24 de março de 2008.
Apesar de ser, atualmente, o edulcorante mais consumido no mundo e ser aprovado por importantes agências reguladoras, efeitos nocivos da sucralose no organismo humano são relatados na literatura científica. O jornal científico Food and Chemical Toxicology relata o potencial da sucralose de causar desenvolvimento fisiológico anormal em animais. O Jornal Canadense de Gastroenterologia, de outra forma, relaciona a sucralose ao aumento do número de casos de Síndrome do Cólon Irritável, no Canadá. Outros estudos demonstram que ocorre a liberação de substância químicas tóxicas, mutagênicas e cumulativas no organismo quando a sucralose é aquecida, como ocorre na sua adição a chás e cafés. Foi verificado, também, que a sucralose altera a microbiota intestinal, com redução de bactérias benéficas.

## Saúde, segurança e regulação
Sucralose é um edulcorante não alcalino altamente resistente ao calor, permitindo que ele seja usado em muitas receitas com pouco ou nenhum açúcar. Sucralose tem sido aceita como segura por vários órgãos reguladores de segurança alimentar nacionais e internacionais, incluindo a FDA.
Ao determinar a segurança da sucralose, a FDA analisou dados de mais de 110 estudos em seres humanos e animais. Muitos dos estudos foram projetados para identificar possíveis efeitos tóxicos, incluindo efeitos cancerígenos, reprodutivos e neurológicos. Nenhum desses efeitos foi encontrado. A aprovação da FDA baseia-se na descoberta de que a sucralose é segura para o consumo humano ". Por exemplo, os estudos da McNeil Nutritional LLC apresentados como parte da sua Petição de Aditivos Alimentares da FDA dos EUA 7A3987 indicaram que "nos bioensaios de roedores de 2 anos  ... não houve evidência de atividade cancerígena para sucralose ou seus produtos de hidrólise.
Apesar de ser geralmente reconhecido como seguro por agências reguladoras com base em informações de uma infinidade de estudos clínicos em grande escala, a sucralose tem sido objeto de alguns estudos em pequena escala ou em animais que tentam determinar os efeitos ainda desconhecidos sobre doenças como obesidade , diabetes e câncer.

## Sucraloseversusoutros adoçantes
Em comparação aos outros tipos de edulcorantes encontrados no mercado, a sucralose parece ter reunido aspectos positivos e solucionado alguns pontos negativos, como o sabor residual.
- A estévia, um edulcorante natural, pois tem origem vegetal,  não possui contra-indicações ao uso, mas possui sabor residual amargo.
- A sacarina e o ciclamato, que geralmente estão presentes juntos nas formulações, pois há uma boa sinergia entre eles, são resistentes a altas temperaturas, contudo deixam sabor residual amargo.
- O acesulfame de potássio, que aparece nas composições dos adoçantes para auxiliar no sabor doce final do produto, é resistente a altas temperaturas, contudo possui sabor residual semelhante à glicose.
- A frutose, um monossacarídeo comum em frutos, tem em média três vezes o poder de dulçor da sacarose e, portanto, auxilia nas dietas com restrição calórica. Porém, contém o mesmo valor calórico do açúcar e não é recomendada para diabéticos. Resiste a altas temperaturas.
- O aspartame é um edulcorante que tem sabor agradável, mas não é recomendado para fenilcetonúricos e não resiste a altas temperaturas.